# Idioma evenki
El idioma evenki (otras denominaciones: ewenke, ewenki, owenke, solon, suolun, khamnigan), antiguamente conocida como tungús  es una lengua hablada en Hulunbuir, Moriadawa, Oronchon, Chen Bargu, Arong, Ergune y Huisuomu en Mongolia Interior, en la prefectura de Nale en la provincia de Heilongjiang y en Xinjiang, por un total de 19 000 habitantes de la República Popular de China. Es hablada igualmente en Mongolia y en la zona central de Siberia (Federación Rusa). Sus hablantes forman parte de la nacionalidad ewenki y se autodenominan "solon").
Son dialectos de este idioma: haila'er, aoluguya, chenba'erhui, morigele, huihe.
El evenki es una lengua reconocida oficialmente en esta región y posee gramática, diccionarios y difusión mediática en radio y televisión.